# Mijakovići (Foča, BiH)
Mijakovići su naseljeno mjesto u općini Foči, Republika Srpska, BiH. Popisano je kao samostalno naselje na popisu 1961., a na kasnijim popisima ne pojavljuje se, jer je 1962. pripojeno Foči (Sl.list NRBiH, br.47/62). Nalaze se na desnoj obali rijeke Drine. U susjedstvu su naselja Patkovina, Dragoljevići, Ostrmci i Paunci.

## Stanovništvo
| Narod     | Popis 1961. |
| --------- | ----------- |
| Hrvati    | 1           |
| Muslimani | 88          |
| Srbi      | 90          |
| ostali    | 2           |
| Ukupno    | 181         |